# Crassula connata
Crassula connata es una especie de planta suculenta perteneciente a la familia  Crassulaceae.

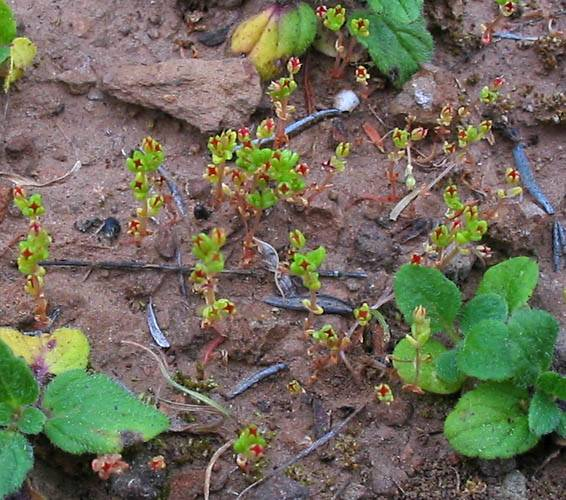
Vista de la planta

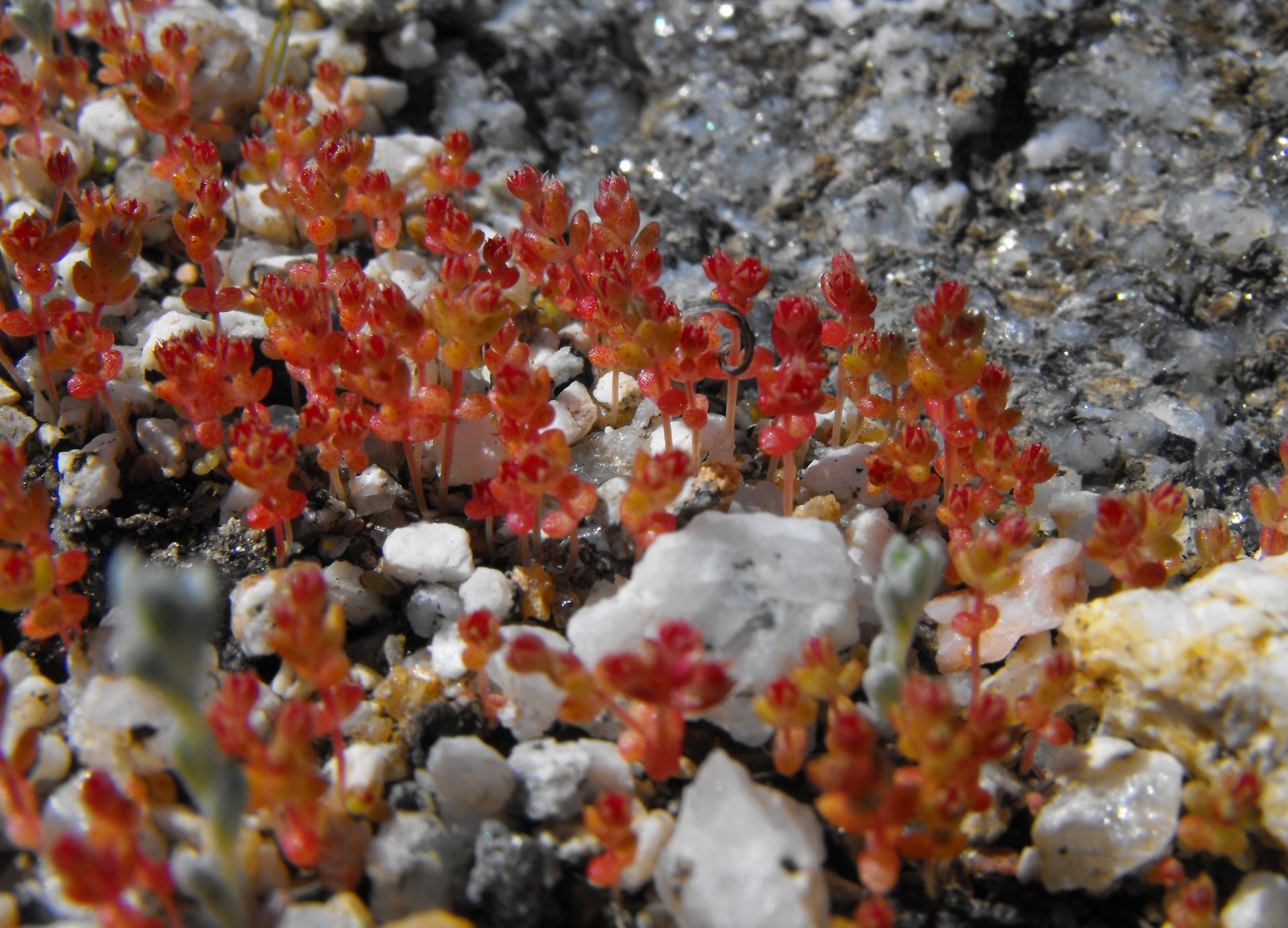
En su hábitat

## Descripción
Es una pequeña planta que crece en forma de parches sobre el terreno, especialmente en las zonas rocosas. A veces también se asocia con  comunidades vegetales acuáticas. Los tallos son de unos pocos centímetros de longitud y están cubiertos de pequeñas hojas puntiagudas carnosas. Cada hoja tiene sólo milímetros de largo. La planta es de color verde cuando es nueva y al madurar torna a tonos de rosa y rojo. Se encuentra en el oeste de América del Norte y en partes de América Central y de Sudamérica.

## Taxonomía
Crassula connata fue descrita por (Ruiz & Pavón) A.Berger y publicado en Die natürlichen Pflanzenfamilien, Zweite Auflage 18a: 389. 1930.
Etimología
Crassula: nombre genérico que deriva del término latino crassus que significa grueso y se refiere a que las especies tienen hojas suculentas.
connata: epíteto latino que significa "connada, fusionada".
Variedades
- Crassula connata var. connata
- Crassula connata var. eremica (Jeps.) M.Bywater & Wickens
- Crassula connata var. muscoides M.Bywater & Wickens
- Crassula connata var. subsimplex (S.Watson) M.Bywater & Wickens

Sinonimia:
- Crassula erecta (Hook. & Arn.) A.Berger
- Crassula minima (Miers ex Hook. & Arn.) Reiche
- Crassula tillaea Macloskie
- Tillaea connata Ruiz & Pav. basónimo
- Tillaea diffusa' Kirk
- Tillaea erecta Hook. & Arn.
- Tillaea minima Miers ex Hook. & Arn.
- Tillaea rubescens Kunth[3]